# Tjebysjovs olikhet

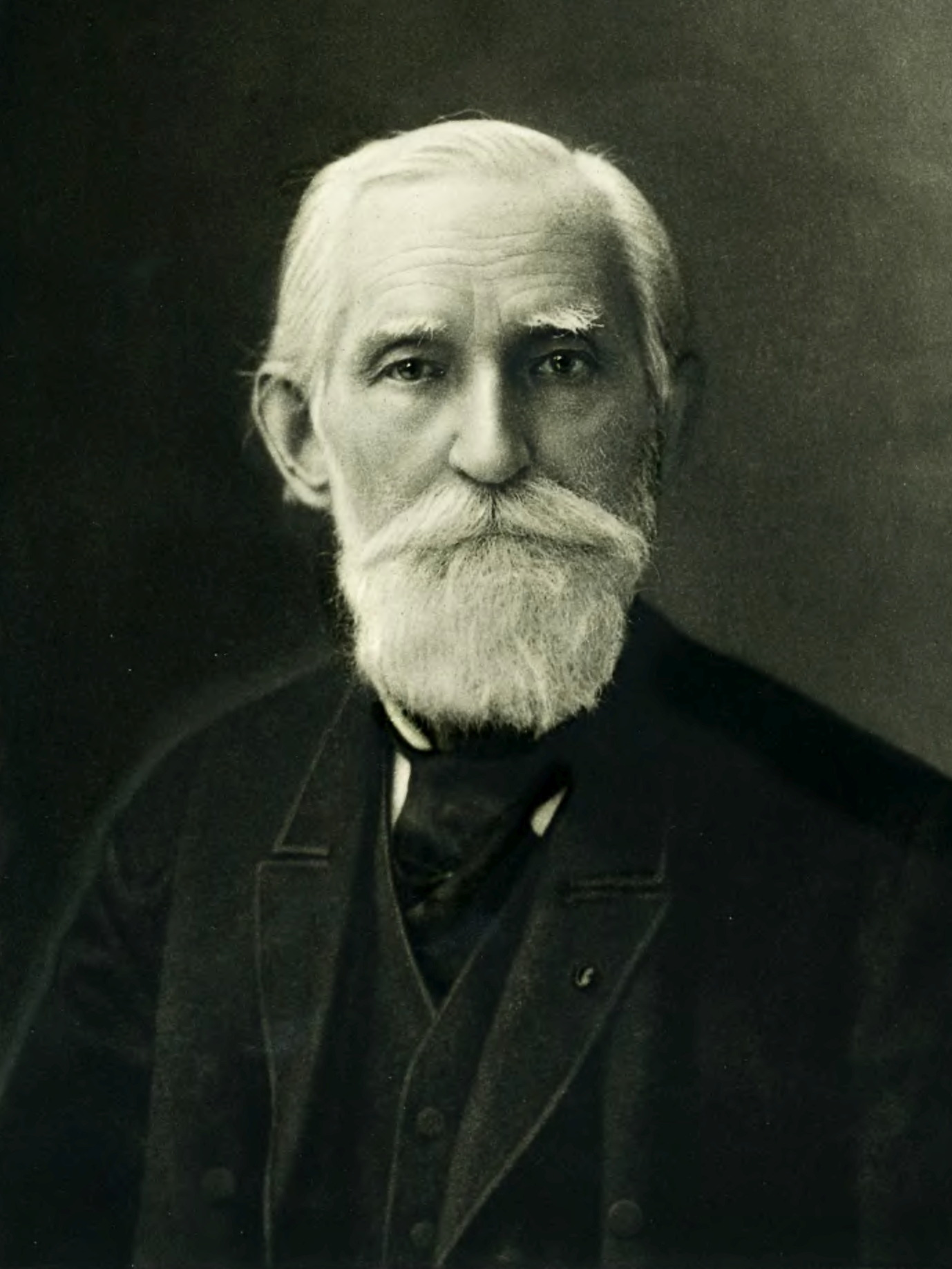
Pafnutij Tjebysjov (1821-1894).

Tjebysjovs olikhet eller Chebyshevs olikhet är en sats inom sannolikhetsteorin. Satsen säger något om sambandet mellan en stokastisk variabels standardavvikelse och sannolikheten att den intar värden utanför ett visst intervall kring sitt väntevärde. Satsen är uppkallad efter den ryska matematikern Pafnutij Tjebysjov (1821–1894) och används bland annat som hjälpsats vid bevis av andra satser inom grundläggande sannolikhetsteori.

## Formulering
Låt {\displaystyle X} vara en stokastisk variabel med väntevärde {\displaystyle \mu } och standardavvikelse {\displaystyle \sigma } (varians {\displaystyle \sigma ^{2}}). Då gäller
{\displaystyle P\{|X-\mu |\geq k\sigma \}\leq {\frac {1}{k^{2}}}}
för alla {\displaystyle k>0}.
En alternativ formulering är
{\displaystyle P\{|X-\mu |\geq a\}\leq {\frac {\sigma ^{2}}{a^{2}}}}
för alla {\displaystyle a>0}.
Olikheten gäller oavsett vilken sannolikhetsfördelning {\displaystyle X} har.